# Filozofija geografije
Filozofija geografije je polje filozofije koje se bavi epistemološkim, metafizičkim i aksiološkim pitanjima unutar geografije.
Društvo za filozofiju geografije osnovali su 1997. godine filozof Andrew Light s Washingtonskog sveučilišta u Seattleu i geograf Jonathan Smith sa Sveučilišta u Texasu A&M. Tri sveska godišnjeg preglednog časopisa Philosophy and Geography objavio je Rowman & Littlefield Press, a kasnije je on prerastao u dvogodišnji časopis kojeg izdaje Carfax publishers. Ovaj je časopis spojen s drugim časopisom kojeg su pokrenuli geografi, a zvao se Ethics, Place, and Environment, pa je 2005. postao Ethics, Place, and Environment: A journal of philosophy and geography sada u izdanju Routledgea. Časopis uređuju Light and Smith, a 2008. je izašao 11. svezak. U časopisu svoje radove objavljuju zajedno filozofi, geografi i drugi u srodnim poljima istraživanja o pitanjima prostora, mjesta i okoline u najširem smislu. Časopis je bio instrument u širenju pogleda područja ekološke etike na radove o urbanoj ekologiji.
John Kirtland Wright (1891. – 1969.), američki geograf poznat po svom kartografskom radu i istraživanju povijesti geografske misli, skovao je srodni termin geozofija za šire istraživanje geografskog znanja.

## Više informacija
- Filozofija znanosti
- Povijest geografije

## Vanjske poveznice
- Society for Philosophy and Geography  Arhivirana inačica izvorne stranice od 9. lipnja 2009. (Wayback Machine)